# Endasys testaceipes
Endasys testaceipes là một loài tò vò trong họ Ichneumonidae.